# 山浦雅大
山浦 雅大（やまうら まさひろ、1978年1月1日 - ）は、日本の脚本家。
東京都出身。立教大学文学部日本文学科卒業。sacca所属。

## 略歴
立教高等学校（現・立教新座中学校・高等学校）を経て、立教大学文学部日本文学科を2000年に卒業。
大学在学中は劇団テアトルジュンヌで俳優として舞台に立ち、岩井俊二作品などを見て映画監督を志して、自分で脚本も書けたらと考えて友人が就職活動を始めた21歳の時に「これは自分も何かやらねば」とシナリオスクール「シナリオ・センター」に通い脚本の勉強を始める。2002年、24歳の時に『オカンは宇宙を支配する』で第14回フジテレビヤングシナリオ大賞を受賞し、脚本家として活動を開始する。
趣味は読書と自転車。

## 作品

### テレビドラマ
- オカンは宇宙を支配する（2002年、フジテレビ）
- 世にも奇妙な物語（フジテレビ）
  - 世にも奇妙な物語 春の特別編「追いかけたい」（2003年）
  - 世にも奇妙な物語 秋の特別編「遠すぎた男」（2003年） - 脚本協力
  - 世にも奇妙な物語 春の特別編「サイゴノヒトトキ」（2004年）
  - 世にも奇妙な物語 秋の特別編「地獄は満員」（2004年）
  - 世にも奇妙な物語 春の特別編「倦怠期特効薬」（2005年）
  - 世にも奇妙な物語 15周年の特別編「山田祭り」「占い」「オセロ」「彼もまた」（2006年）
  - 世にも奇妙な物語 20周年スペシャル・秋 〜人気作家競演編〜「殺意取扱説明書」（2010年） - 脚本協力
- ダイヤモンドガール（2003年、フジテレビ） - 脚本、脚本協力
- Xenos クセノス（2007年、テレビ東京）
- 山田太郎ものがたり（2007年、TBS） - 脚本協力
- 花ざかりの君たちへ〜イケメン♂パラダイス〜（2007年、フジテレビ） - 脚本協力
- 砂時計（2007年、TBS）
- 愛のうた!（2007年、TBS）
- 有閑倶楽部（2007年、日本テレビ）
- 貧乏男子 ボンビーメン（2008年、日本テレビ）
- ヤスコとケンジ（2008年、日本テレビ）
- RESCUE〜特別高度救助隊（2009年、TBS）
- ROMES/空港防御システム（2009年、NHK総合）
- ドラマ10芸能社（2010年、NHKワンセグ2）
- パーフェクト・リポート（2010年、フジテレビ）
- バーテンダー（2011年、テレビ朝日）
- 美男ですね（2011年、TBS）
- 数学♥女子学園（2012年、日本テレビ）
- 私立バカレア高校（2012年、日本テレビ）
- 三毛猫ホームズの推理（2012年、日本テレビ）
- THE QUIZ（2012年、日本テレビ）
- 35歳の高校生（2013年、日本テレビ）
- ハードナッツ! 〜数学girlの恋する事件簿〜（2013年、NHK BSプレミアム）
- ルーズヴェルト・ゲーム（2014年、TBS）
- 黒服物語（2014年、テレビ朝日）
- 平成舞祭組男（2014年、日本テレビ）
- アイムホーム（2015年、テレビ朝日）
- 海に降る（2015年、WOWOW）
- 実録ドラマスペシャル 女の犯罪ミステリー 福田和子 整形逃亡15年（2016年、テレビ朝日）
- 年の瀬 変愛ドラマ「恋するJKゾンビ」（2016年、テレビ朝日）
- 銭形警部（2017年、日本テレビ）
- 銭形警部 漆黒の犯罪ファイル（2017年、WOWOW）
- 全力失踪（2017年、NHK BSプレミアム）
- 都庁爆破!（2018年、TBS）
- Missデビル 人事の悪魔・椿眞子（2018年、日本テレビ）
- 太陽を愛したひと〜1964あの日のパラリンピック〜（2018年、NHK総合）
- 家政夫のミタゾノ（2019年、テレビ朝日）
- TWO WEEKS（2019年、関西テレビ）
- 24 JAPAN（2020年、テレビ朝日） - 脚本協力
- HOTEL -NEXT DOOR-（2022年、WOWOW）[4]

### 配信ドラマ
- 銭形警部 真紅の捜査ファイル（2017年、Hulu）
- Jimmy〜アホみたいなホンマの話〜（2018年、Netflix）

### 映画
- ハルチカ（2017年）
- 亜人（2017年）※瀬古浩司と共同
- サイレント・トーキョー（2020年）
- ブレイブ -群青戦記-（2021年）
- ザ・ファブル 殺さない殺し屋（2021年）※江口カンと共同